# Escudo español
Se conocen por el nombre de escudo a las unidades monetarias distintas que circularon en España durante diferentes periodos de la historia del país entre los siglos XVI y XIX.

## El escudo de oro (1535-1833)

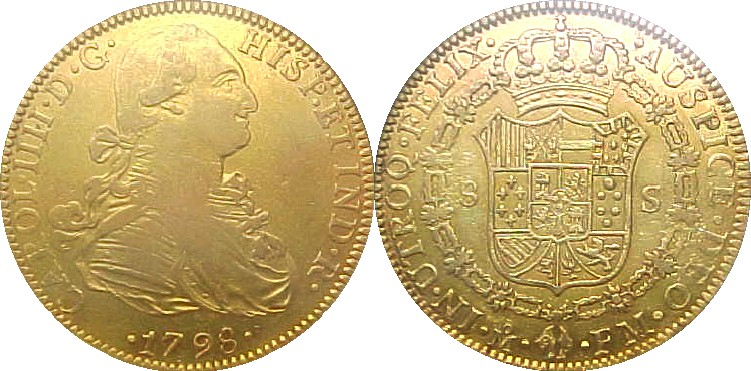
Ocho escudos de oro de Carlos IV.

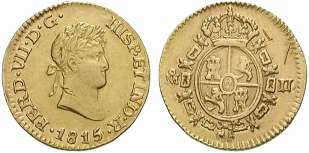
Dos escudos de oro de Fernando VII.

En 1520, durante el reinado de Carlos I, se acuña por primera vez en Barcelona una moneda de oro con un peso de 3,4 gramos y un valor de 350 maravedíes, esta moneda estaba destinada a pagar los gastos de la Expedición a Túnez. 
Pero no es hasta el reinado de Felipe II cuando el escudo de oro se convierte en la principal unidad monetaria de todo el territorio español, estando subdividido a su vez en reales y maravedíes. Desde la época de Felipe II hasta tiempos de Fernando VII se acuñan monedas en diferentes metales y denominaciones, pero todas ellas con el escudo como unidad de referencia, ya que éste equivalía bien a 16 reales de plata o a 40 reales de vellón.
Las monedas de oro se emitieron con faciales de ½, 1, 2, 4 y 8 escudos. La pieza de 2 escudos era conocida por el nombre de doblón, pues su peso correspondía exactamente al doble que el de la moneda de un escudo, 6,77 gramos de oro. Además de estas monedas también fueron emitidas entre 1809 y 1839 otras similares compuestas del mismo metal, pureza y peso, con valores de 80, 160 y 320 reales de vellón (2, 4 y 8 escudos). 
El diseño de estas monedas estaba formado por el busto del monarca reinante en el anverso y por el escudo real en el reverso, además todas llevaban inscrita la letra correspondiente a la ceca en la que se acuñaron. La mayoría de las piezas de oro fueron acuñadas en las cecas de Madrid y Sevilla, y por tanto estas monedas llevaban grabadas bien una M o una S.
| Denominación | Metal | Ley (ml)* | Peso (g) | Ø (mm) | Canto       | Emitida entre |
| --- | ----- | --------- | -------- | ------ | ----------- | ------------- |
| 8 escudos | Oro   | 0,875     | 27,06    | 38,00  | Cordoncillo | 1535 y 1833   |
| 4 escudos | Oro   | 0,875     | 13,53    | 31,00  | Cordoncillo | 1535 y 1833   |
| 2 escudos | Oro   | 0,875     | 6,77     | 22,00  | Cordoncillo | 1535 y 1833   |
| 1 escudo | Oro   | 0,875     | 3,38     | 18,00  | Cordoncillo | 1535 y 1833   |
| ½ escudo | Oro   | 0,875     | 1,69     | 15,00  | Cordoncillo | 1535 y 1833   |
| * = La pureza del metal se fue reduciendo desde las 0,917 ml/g originales por pieza, hasta las 0,875 de las últimas acuñaciones. |       |           |          |        |             |               |

## El escudo de plata (1864-1869)

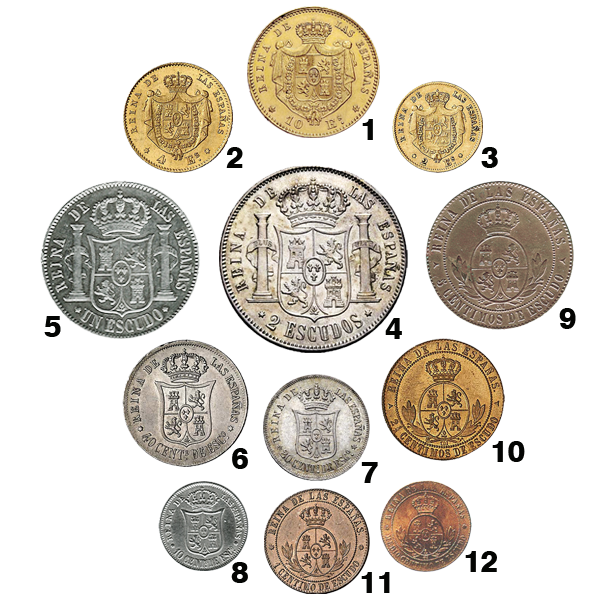
Sistema monetario basado en el Escudo de plata.

El segundo escudo o escudo de plata fue introducido en España durante el reinado de Isabel II, contaba con un peso de 12,5 gramos de plata y una pureza de 835 milésimas, y estaba subdividido en 100 céntimos de escudo.
Antes de que la Reina accediera al trono en 1833 circulaban en España numerosas unidades monetarias con metales, purezas, pesos y valores diferentes. Por ello, se realizaron varios intentos por unificar el sistema monetario, que por entonces se regía por reales y maravedís, en una única moneda. Asimismo, para ingresar en la Unión Monetaria Latina se debía contar con una moneda de circulación única y adaptada al Sistema Métrico Internacional. Con estos fines, en 1864 se creó el escudo de plata, sustituyendo al real, que ya para entonces estaba subdivido en un sistema decimal de 10 décimas o 100 céntimos de real.
Se acuñaron monedas de cobre, plata y oro, con pesos, metales y purezas totalmente definidos. Las piezas emitidas fueron de ½, 1, 2½ y 5 céntimos de escudo en cobre, 10, 20 y 40 céntimos en plata, 1 y 2 escudos en plata, y por último 2, 4 y 10 escudos en oro.
Las monedas citadas anteriormente contaban con las características técnicas que se señalan en la tabla esquemática que aparece a continuación:
| Ref.                                                        | Denominación | Metal | Ley (ml) | Peso (g) | Ø (mm) | Canto          | Emitida entre | Cecas      |
| ----------------------------------------------------------- | ------------ | ----- | -------- | -------- | ------ | -------------- | ------------- | ---------- |
| 1                                                           | 10 escudos   | Oro   | 0,900    | 8,35     | 22,00  | Ley Patria Rey | 1865 y 1868   | M S        |
| 2                                                           | 4 escudos    | Oro   | 0,900    | 3,34     | 18,00  | Estriado       | 1865 y 1868   | M S        |
| 3                                                           | 2 escudos    | Oro   | 0,900    | 1,67     | 16,00  | Estriado       | 1865 y 1868   | M          |
| 4                                                           | 2 escudos    | Plata | 0,900    | 26,00    | 37,00  | Ley Patria Rey | 1864 y 1868   | M          |
| 5                                                           | 1 escudo     | Plata | 0,900    | 13,00    | 30,00  | Ley Patria Rey | 1864 y 1868   | M          |
| 6                                                           | 40 céntimos  | Plata | 0,810    | 5,20     | 23,00  | Estriado       | 1864 y 1868   | B M S      |
| 7                                                           | 20 céntimos  | Plata | 0,810    | 2,60     | 18,00  | Estriado       | 1865 y 1868   | M S        |
| 8                                                           | 10 céntimos  | Plata | 0,810    | 1,30     | 15,00  | Estriado       | 1865 y 1868   | M S        |
| 9                                                           | 5 céntimos   | Cobre | 0,999    | 12,50    | 32,00  | Liso           | 1865 y 1868   | B M J Sg S |
| 10                                                          | 2½ céntimos  | Cobre | 0,999    | 6,25     | 25,00  | Liso           | 1865 y 1868   | B M J Sg S |
| 11                                                          | 1 céntimo    | Cobre | 0,999    | 2,50     | 18,00  | Liso           | 1864 y 1868   | B M J Sg S |
| 12                                                          | ½ céntimo    | Cobre | 0,999    | 1,25     | 16,00  | Liso           | 1864 y 1868   | B M J Sg S |
| B = Barcelona M = Madrid J = Jubia Sg = Segovia S = Sevilla |              |       |          |          |        |                |               |            |

La vida del segundo escudo español fue corta, pero sirvió de base para la introducción de sistema monetario unificado y definitivo que tanta falta hacía para normalizar la economía de la época. En 1869, tras el destronamiento de la Reina Isabel II y la constitución de un gobierno provisional, se establecía que 2 escudos de plata eran equivalentes a 5 pesetas, quedando conformada la peseta como unidad monetaria de España hasta el año 2002.
- Datos: Q1515398
- Multimedia: Spanish escudo / Q1515398